# Humbligny

Humbligny este o comună în departamentul Cher, Franța. În 1 ianuarie 2022 avea o populație de 182 de locuitori.